# Goiânia Mostra Curtas
A Goiânia Mostra Curtas é um festival de cinema focado em curta-metragens que ocorre na cidade de Goiânia, em Goiás, desde 2001. Com curadoria e direção artística de Maria Abdalla, o festival traz uma seleção nacional com caráter competitivo de curta-metragens brasileiros de ficção, documentário, animação e experimental. A Goiânia Mostra Curtas tem como pilar conceitual a democratização audiovisual, a qualificação profissional e a formação de público para o cinema nacional. Com janela para todas as bitolas, o festival valoriza a diversidade cultural e a cultura regional como proposta estética. Em paralelo ao festival ocorrem homenagens, debates, laboratórios, oficinas e workshops voltados para a formação audiovisual. Exibindo quase uma centena de filmes por ano, a Mostra conta um público presencial de aproximadamente dez mil pessoas por edição.